# Partido Moderado (Brasil)
El Partido Liberal Moderado o Partido Moderado fue un partido político brasileño creado en 1831 habiendo sido una de las corrientes en las que se dividían las fuerzas políticas brasileñas durante el Periodo de Regencia del Imperio del Brasil. Se oponían a los Exaltados y, luego, a los Restauradores.
Al igual que sus adversarios, los Moderados tenían un apodo peyorativo, siendo llamados como ximangos.
Fue fundado por exmiembros del Partido Brasileño que esperaban de la Independencia de Brasil el mínimo de cambios en el proceso político. Era apoyado por el periódico A Aurora Fluminense. Apoyaban el federalismo y el fin de la vitaliciedad del Senado. En 1834, con la muerte de Pedro I en Portugal, el partido recibió a bastantes de los seguidores de los "caramurus".
Entre sus principales figuras estaban el padre Feijó, quien fue regente de Brasil, José da Costa Carvalho, João Bráulio Moniz, entre otros. Como principal opositor, y líder de los Caramurus (como se apodaba a los Restauradores que buscaban el retorno de Pedro I al Brasil) estaba el llamado "Patriarca de la Independencia", José Bonifácio de Andrada.
El partido dejó de existir en 1840 y sus miembros migraron hacia el Partido Regressista, que luego se convirtió en el Partido Conservador.